# Fehu
| Fehu             | Fehu                | Fehu                | Fehu                | Fehu                | Fehu                | Fehu                |
| Nome             | Proto-germanico     | Proto-germanico     | Antico inglese      | Antico inglese      | Norreno             | Norreno             |
| ---------------- | ------------------- | ------------------- | ------------------- | ------------------- | ------------------- | ------------------- |
| Nome             | *Fehu               | *Fehu               | Feoh                | Feoh                | Fé                  | Fé                  |
| Significato      | bestiame, ricchezze | bestiame, ricchezze | bestiame, ricchezze | bestiame, ricchezze | bestiame, ricchezze | bestiame, ricchezze |
| Forma            | Fuþark antico       | Fuþark antico       | Fuþorc              | Fuþorc              | Fuþark recente      | Fuþark recente      |
| Forma            |                     |                     |                     |                     |                     |                     |
| Unicode          | ᚠ U+16A0            | ᚠ U+16A0            | ᚠ U+16A0            | ᚠ U+16A0            | ᚠ U+16A0            | ᚠ U+16A0            |
| Traslitterazione | f                   | f                   | f                   | f                   | f                   | f                   |
| Trascrizione     | f                   | f                   | f                   | f                   | f                   | f                   |
| IPA              | [f]                 | [f]                 | [f]                 | [f]                 | [f], [v]            | [f], [v]            |
| Ordine alfab.    | 1                   | 1                   | 1                   | 1                   | 1                   | 1                   |

Fehu è il nome proto-germanico ricostruito della runa del Fuþark antico f (carattere Unicode ᚠ). Tale runa compare anche nel Fuþorc anglosassone e frisone con il nome di Feoh e nel Fuþark recente con il nome di Fé. Il suo nome significa "ricchezza mobile", ovvero "bestiame", ed è collegato a diversi termini di altre lingue indoeuropee (inglese fee "emolumento"/"tassa", tedesco Vieh "bestiame", olandese Vee "bestiame", latino pecus "bestiame", sanscrito pashu) tra cui gli italiani "pecora" e "pecuniario" e la locuzione "pagare il fio".
La forma di questa runa somiglia alla F dell'alfabeto latino, che deriva dalla lettera v (, 𐌅) dell'alfabeto etrusco, che a sua volta risale (come il digamma greco Ϝ) alla waw () dell'alfabeto fenicio. Il nome della corrispondente lettera dell'alfabeto gotico (, 𐍆) è faihu.

## Poemi runici
La runa fehu viene nominata in tutti e tre i poemi runici; in quelli norvegese ed islandese essa è chiamata "fé", mentre in quello anglosassone è chiamata "feoh".
| Poema runico: | Traduzione: |
| Antico norvegese ᚠ Fé vældr frænda róge; føðesk ulfr í skóge.                                                                     | La ricchezza è fonte di discordia tra familiari; il lupo vive nella foresta.                                                   |
| Antico islandese ᚠ Fé er frænda róg ok flæðar viti ok grafseiðs gata aurum fylkir.                                                | La ricchezza è fonte di discordia tra familiari e fuoco sul mare e sentiero del serpente.                                      |
| Antico inglese ᚠ Feoh byþ frofur fira gehwylcum; sceal ðeah manna gehwylc miclun hyt dælan gif he wile for drihtne domes hleotan. | La ricchezza è una comodità per tutti; ma ognuno deve donarla liberamente, se vuole accrescere l'onore agli occhi del Signore. |